# Rakvice
Rakvice (německy Rakwitz) jsou obec v okrese Břeclav v Jihomoravském kraji. Žije zde přibližně 2 300 obyvatel.
Rakvice jsou významným vinařským centrem spadající do Velkopavlovické vinařské podoblasti. V obci se nachází řada vinařských závodů i menších rodinných vinařství.

## Název
Název se vyvíjel od varianty Raekwitz (1248), Rakuuiz (1292), Vrakbicz, Vkrawicz (1354), Oerakwicz (1357), Verekwicz (1358), Vrkwicz (1414), Rakwicz (1447, 1558), Rakwicze (1609), Rakwitz (1633, 1673, 1718, 1751), Rakwitz a Rakwice (1846), Rakwitz a Rakvice (1872) až ke tvaru Rakvice v letech 1881 a 1924. Místní jméno původně znělo Rakovice a znamenalo ves lidí Rakových. Pojmenování je rodu ženského, čísla pomnožného, genitiv zní Rakvic.

## Historie
Přibližně v místech, kde dnes leží obec Rakvice, ale spíše blíže k toku Dyje, existovalo asi až do 13. století slovanské sídliště. To dokazuje několik nálezů slovanské keramiky.
První písemná zmínka o obci Rakvice pochází ze dne 6. listopadu 1248 (in Raekwitz), kdy kníže Oldřich III. Korutanský daroval čtyři statky v Rakvicích čejkovickým templářům. V letech 1430 až 1434 byla v Rakvicích postavena kaple sv. Ondřeje. Roku 1498 byl u kaple zřízen hřbitov.
V roce 1540 se v Rakvicích usadili habáni. Roku 1582 z Rakvic odešel katolický farář Albrecht a nahradil ho českobratrský farář Jan Černovín. Roku 1605 byly Rakvice vydrancovány vojskem, které vedl Štěpán Bočkaj. Na konci třicetileté války v roce 1648 měly Rakvice jen 180 obyvatel oproti 510 před válkou. Koncem 17. století se však začaly Rakvice znovu osídlovat. Podle kupní smlouvy (prodej hodonínského panství) ze dne 29. září 1692 byl v Rakvicích obnovený kostel a škola. Ve věži kostela byl zvon ulitý v roce 1668.
Roku 1762 koupil hodonínské panství včetně obce Rakvice císař František I. V roce 1777 bylo v Rakvicích provedeno očíslování domů. Dne 24. května 1788 byl představenými obce, v čele s rychtářem Janem Cabalem, potvrzen josefínský katastr obce Rakvice. V roce 1793 žilo v Rakvicích 928 obyvatel a v roce 1840 pak 1172 obyvatel. V roce 1866 byla v Rakvicích usazena pruská posádka vojáků, která přinesla do Rakvic epidemii cholery. Od 1. srpna do 20. září 1866 zemřelo na choleru 146 občanů Rakvic. Rakvický hřbitov nestačil, a tak se pohřbívalo na odlehlém pohřebišti za panským dvorem.
I když železniční trať Břeclav - Brno byl uvedena do provozu už v červenci roku 1839, tak obec Rakvice se své železniční zastávky dočkala až v roce 1886, kdy na ni obec uvolnila z rozpočtu 600 zlatých.
Roku 1932 byla v Rakvicích postavena měšťanská škola. Dne 26. května 1936 došlo k velké tragédii, když se žáci rakvické základní školy vydali na výlet na Pálavu. V Nových Mlýnech musely být děti s povozy převezeny vorem přes řeku Dyji. První dva vozy řeku překonaly v pořádku, při naloďování třetího se však kvůli přetížení začala přelévat dovnitř pramice voda. Ta se v krátké chvilce potopila a z celkového počtu 52 dětí, které se zde nacházely, jich utonulo třicet jedna. Dnes tuto nesmazatelnou tragédii připomíná památník na místním hřbitově a pomník u Nových Mlýnů, který zde nechal postavit T. G. Masaryk.
V neděli 15. dubna 1945 byla obec Rakvice osvobozena Rudou armádou.

## Obyvatelstvo
| Rok            | 1869  | 1880  | 1890  | 1900  | 1910  | 1921  | 1930  | 1950  | 1961  | 1970  | 1980  | 1991  | 2001  | 2011  | 2021  |
| -------------- | ----- | ----- | ----- | ----- | ----- | ----- | ----- | ----- | ----- | ----- | ----- | ----- | ----- | ----- | ----- |
| Počet obyvatel | 1 546 | 1 960 | 2 056 | 2 141 | 2 161 | 2 377 | 2 403 | 2 010 | 2 256 | 2 163 | 2 169 | 2 105 | 2 074 | 2 120 | 2 103 |
| Počet domů     | 316   | 345   | 367   | 406   | 428   | 430   | 520   | 520   | 530   | 564   | 599   | 737   | 734   | 760   | 780   |

## Obecní správa

### Obecní symboly
Znak a vlajka byly obci uděleny rozhodnutím předsedy Poslanecké sněmovny Parlamentu České republiky dne 17. října 1997.

## Samospráva
Zastupitelstvo obce má 9 členů. 
Od počátku devadesátých let 20. století vykonával funkci starosty Petr Vajbar po dobu pěti volebních období. V listopadu 2014 byl do této funkce zvolen Radek Průdek (Sdružení pro Rakvice). Ten se po dvou volebních obdobích rozhodl znovu nekandidovat. Na ustavující schůzi zastupitelstva v říjnu 2022 byl zvolen novým starostou Ing. Pavel Rous.

## Doprava
Územím obce prochází dálnice D2 a silnice II/425 v úseku Hustopeče – Břeclav. Dálnice zde nemá nájezd (nejbližší je u Podivína), odbočka ze silnice II/425 (stará státní) je formou kruhového objezdu. Dále tudy vedou silnice III. třídy:
- III/42113 Velké Pavlovice – Velké Bílovice (přes Trkmanský Dvůr)
- III/42115 ze silnice III/42113 křižovatkou přes II/425 a skrz Rakvice (ul. Nádražní a Horní) dále na Přítluky
- III/42116 (Náměstí)
- III/42226 Podivín – Rakvice (ul. Dolní)

Souběžně se silnicí II/425 vede páteřní železniční trať Brno–Břeclav, jejíž vysoký násep odděluje zástavbu od průtahu silnice II/425 i dálnice. Na trati je zastávka Rakvice.
Rakvice jsou od roku 2008 součástí Integrovaného dopravního systému Jihomoravského kraje, zóny 555 (velkopavlovické). V jeho rámci jsou obsluhovány vlakovou linkou S3 (osobní vlaky) a některými spoji R13 (spěšné vlaky) a autobusovými linkami 550 (Velké Pavlovice – Mikulov), 555 (přes Podivín do Valtic, vybrané spoje až do Poysdorfu) a okrajově přes Trkmanský Dvůr linkou 542 (Břeclav – Velké Bílovice – Velké Pavlovice – Hustopeče).

## Pamětihodnosti
- Kostel svatého Jana Křtitele – Původně kaple sv. Ondřeje postavená někdy mezi lety 1310 a 1346.[17] V roce 1503 byla kaple povýšena na farní kostel. Roku 1605 byl kostel Bočkajovci vypálen, zůstala jen věž a holé zdi. Kostel byl v druhé polovině 17. století obnoven (v kupní smlouvě o prodeji hodonínského panství z roku 1692 je zmínka, že kostel je již obnoven[8]) a následně byl zasvěcen svatému Janu Křtiteli. Pro malou kapacitu byl kostel v roce 1875 rozšířen. Výška věže včetně báně činí 33,66 m.
- Socha svatého Jana Nepomuckého – Dílo sochaře Tomáše Schweigla z roku 1775, pořízeno nákladem obce 40 zlatých a Jana Březiny 45 zlatých.
- Barokní kříž – Misijní kříž z roku 1803 s kryptogramem.

## Osobnosti
- Josef Eduard Kornyšl (1824–1873), politik, obecní starosta a zemský poslanec
- Josef Krčka (1853–1934), politik, obecní starosta a zemský poslanec
- Ctibor Nečas (1933–2017), český historik, pedagog a profesor obecných dějin
- Miloš Mlha Uhrin (1962–2016), malíř, grafik a fotograf

## Galerie

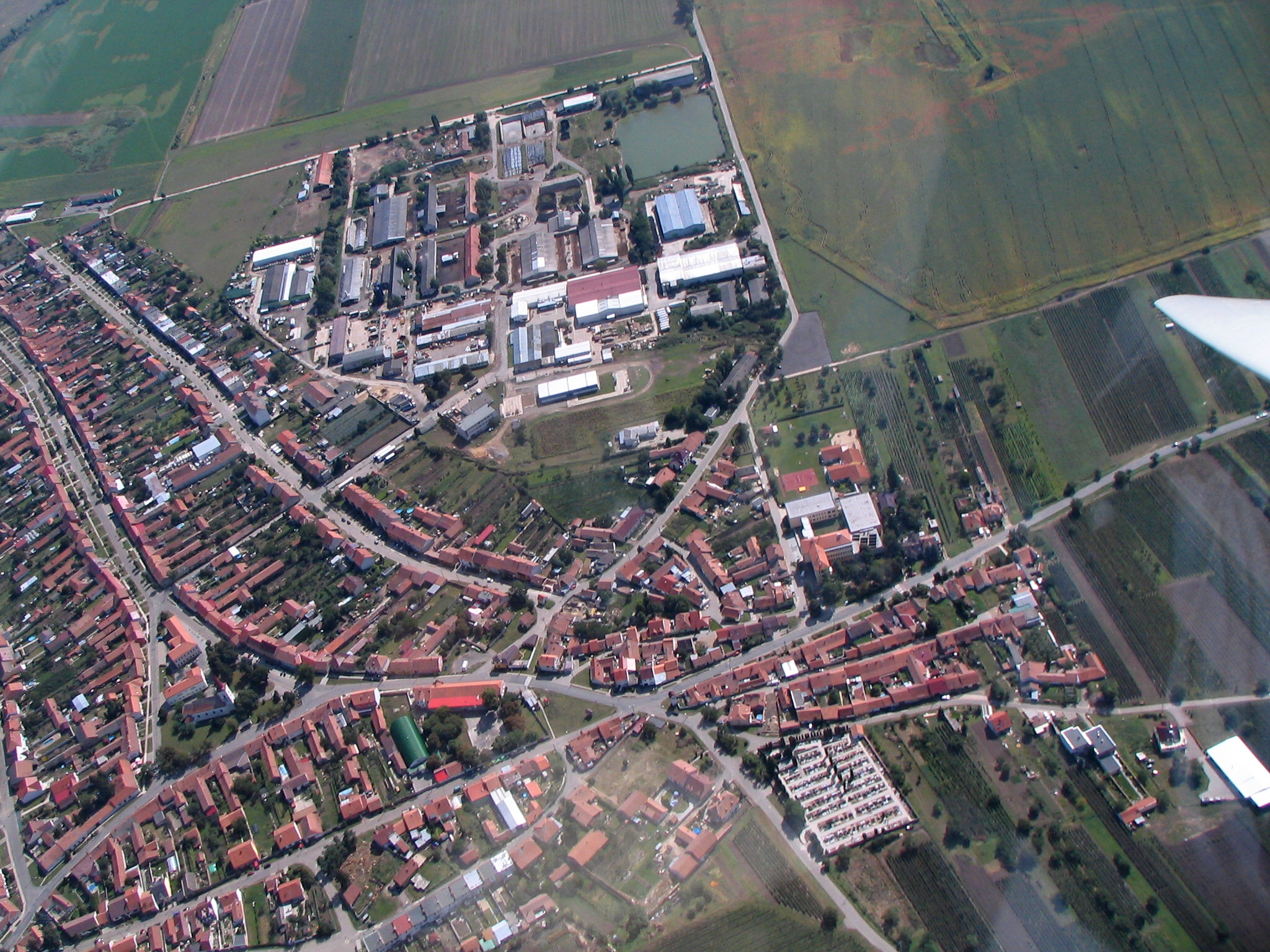
Letecký pohled
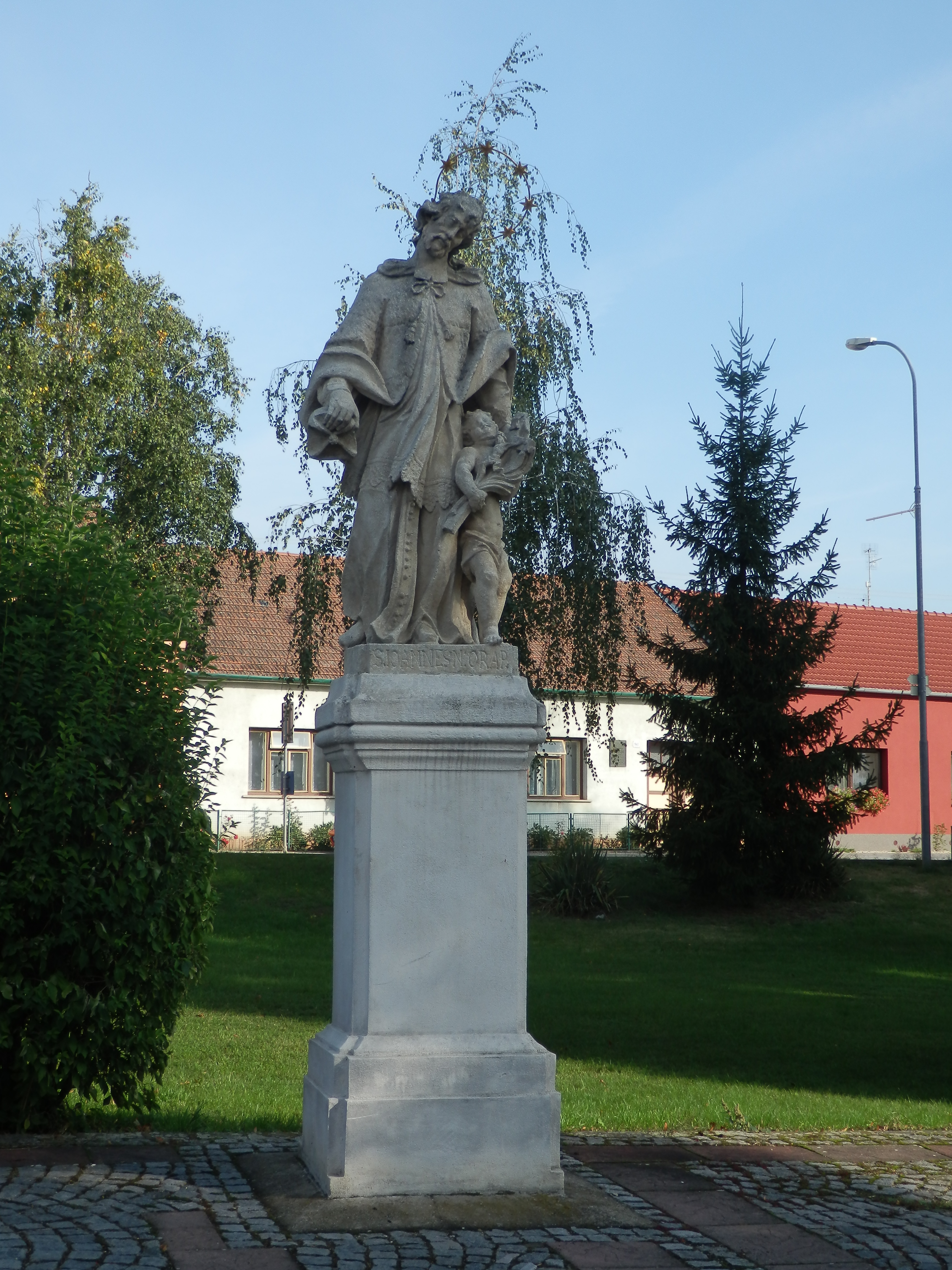
Socha svatého Jana Nepomuckého
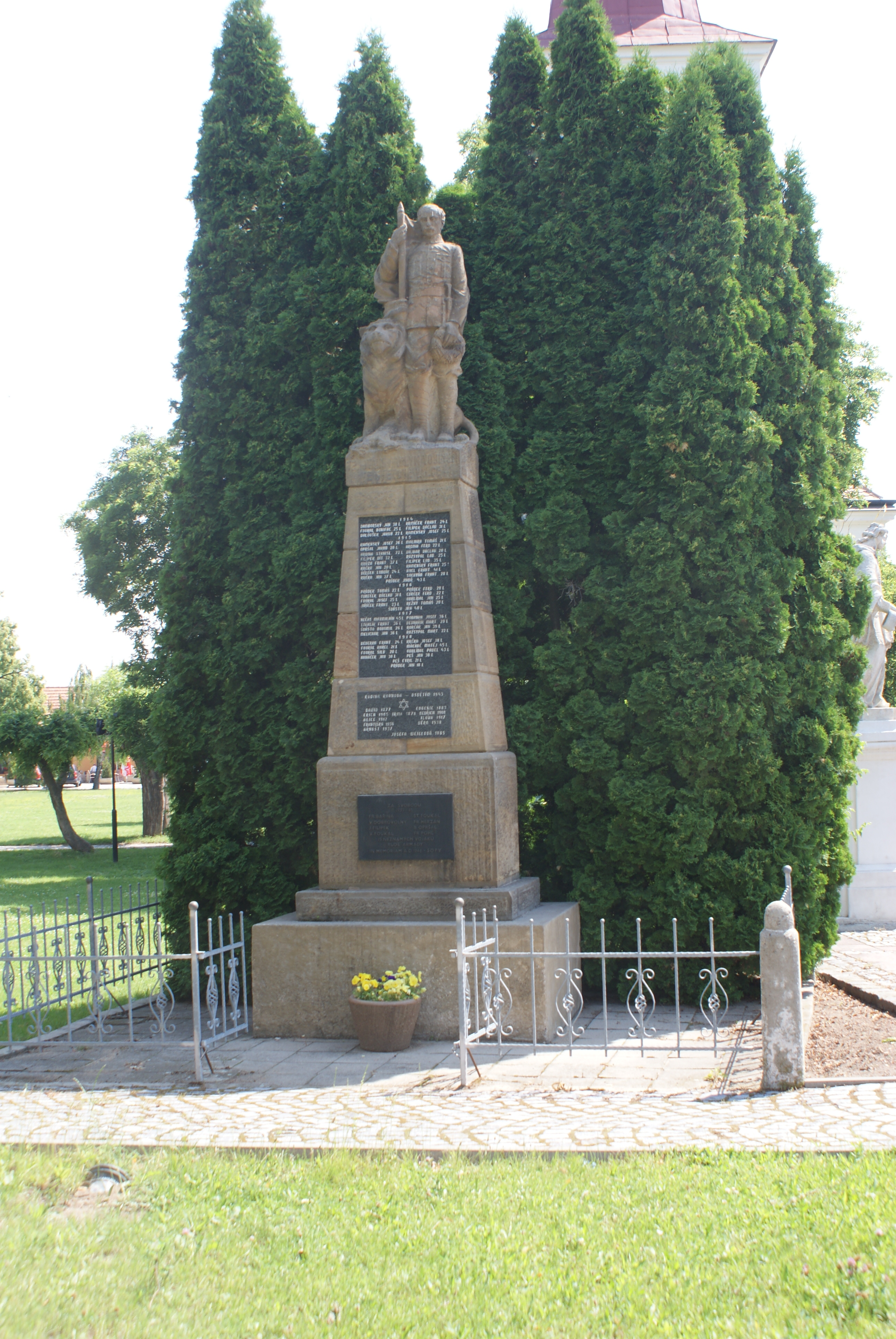
Pomník obětem 1. a 2. světové války před kostelem
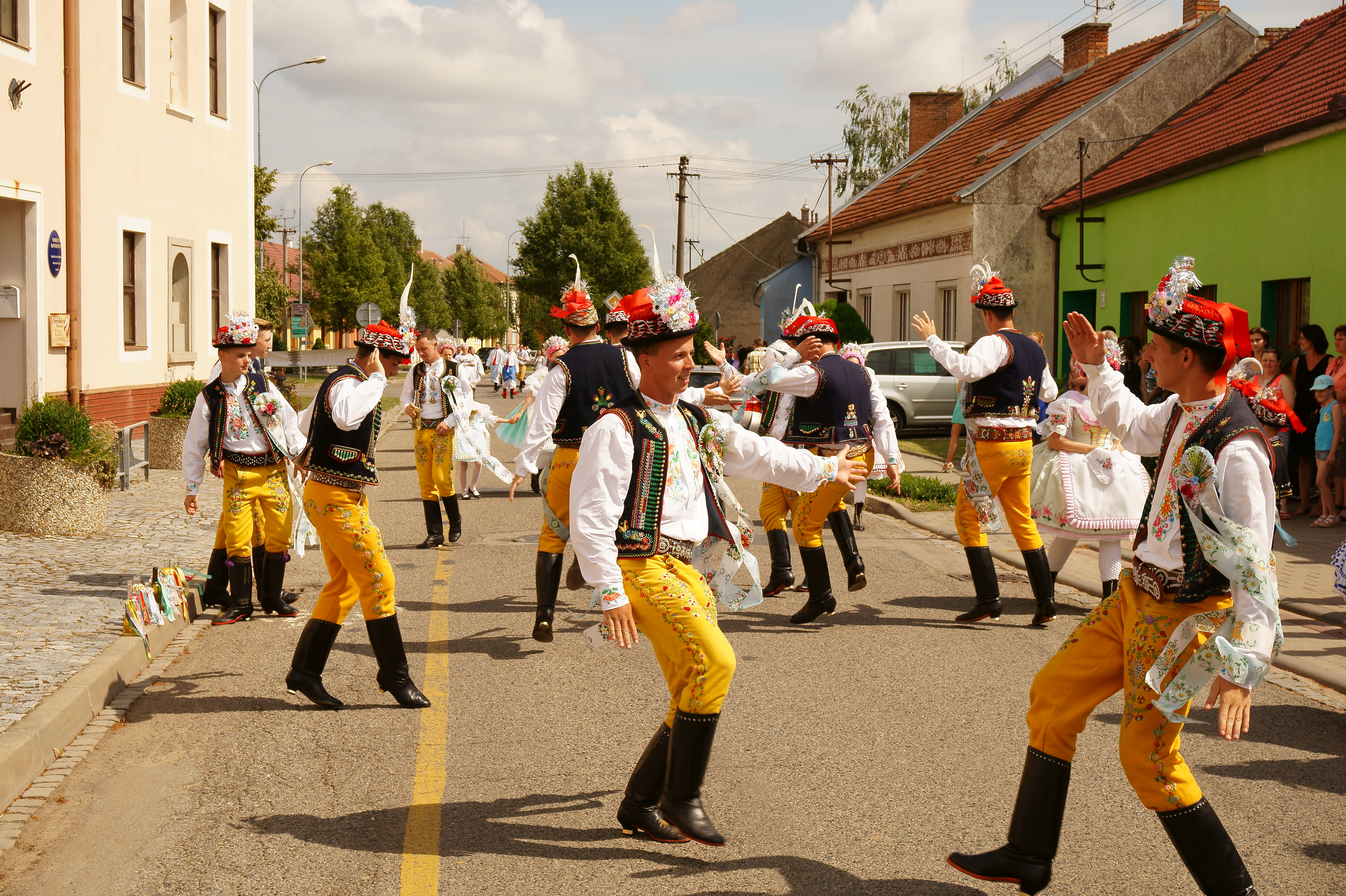
Verbuňk